# Florent Domenech
Pour les articles homonymes, voir Domenech.
Pas d'image ? Cliquez ici

a Compétitions nationales et continentales officielles uniquement.

Dernière mise à jour le 9 août 2015.
Florent Domenech, né le 10 novembre 1988, est un joueur français de rugby à XV qui évolue au poste de centre. C'est l'un des petits-fils de l'international français Amédée Domenech et le frère d'Amédée Domenech (1984) qui évolue dans le même club (US Montauban).

## Biographie
Formé à l'US Montauban, il dispute 24 matchs en Pro D2 ou en Top 14 en 2009 et en 2014-2015, 29 en Fédérale 1 de 2011 à 2014. De 2015 à 2019, il évolue à nouveau en Pro D2.
À l'intersaison 2019, il s'engage avec Négrepelisse qui évolue alors en Fédérale 3.